# Мінарі (фільм)
«Мінарі» (англ. Minari; кор. 미나리) — американська драма режисера Лі Айзека Чана. Світова прем'єра фільму відбулася на кінофестивалі «Санденс» 26 січня 2020 року, вигравши Гран-прі журі за драматичний фільм і Приз глядацьких симпатій за драматичний фільм. Того ж року кінострічка була висунута на премію «Оскар» у шістьох номінаціях, отримала цю нагороду в номінації «Найкраща жіноча роль другого плану» (акторка Юн Ю Чжун за роль Сун Джа).